# P-70 Ametist
Il P-70 Ametist (nome in codice NATO: SS-N-7 Starbright) è un missile sovietico antinave sviluppato negli anni sessanta. Costruito in circa 200 esemplari, oggi non è più in produzione ed è stato ritirato dal servizio.

## Sviluppo
La necessità di un nuovo missile antinave iniziò a manifestarsi presso i vertici della marina sovietica negli anni sessanta. Infatti, dal 1960, la VMF doveva essere in grado di affrontare i gruppi di portaerei americani, che avrebbero potuto lanciare un attacco atomico sul suolo sovietico.
Il problema era che i sottomarini preposti a tale tipo di contrasto erano equipaggiati, oltre che con siluri, con missili antinave SS-N-3 Shaddock, che avevano l'enorme limitazione di poter essere lanciati solo in emersione. Questo rendeva le operazioni di lancio estremamente pericolose per il sottomarino vettore.
Per questa ragione, fu necessario sviluppare un missile capace di essere lanciato in immersione. L'OKB-52 di Vladimir Nikolaevič Čelomej iniziò a lavorare al nuovo missile che avrebbe dovuto essere imbarcato sui nuovi sottomarini classe Charlie I, allora in fase di sviluppo (entrarono in servizio a partire dal 1967).
Il nuovo missile, che entrò in servizio nel 1968, ricevette il nome di P-70 Ametiste ed il codice GRAU di 4K-66. In Occidente fu conosciuto con il nome in codice NATO di SS-N-7 Starbright.

## Tecnica
Il missile era spinto da un motore a razzo a propellente solido, che gli garantiva un'autonomia compresa tra i 50 ed i 65 km a Mach 0.9. La grande innovazione era costituita dal fatto che l'ordigno poteva essere lanciato da un sottomarino in immersione, riducendo quindi notevolmente la vulnerabilità del battello-vettore. La velocità era praticamente identica a quella dell'SS-N-3, ma la sua minore gittata ne riduceva le probabilità di intercettazione da parte di aerei in volo.
La lunghezza era di circa 6,7 metri, ed il peso al lancio raggiungeva i 3.375 kg. La testata poteva essere di due tipi:
- convenzionale, con 500 kg di esplosivo ad alto potenziale;
- nucleare, con una testata da 200 kt.

## Il servizio
Il P-70 entrò in servizio con la marina sovietica nel 1968, e fu prodotto in oltre 200 esemplari. Oggi questo missile è stato sostituito da modelli più moderni e con prestazioni migliori e non è più operativo, così come i sottomarini classe Charlie I che lo imbarcavano.
Tuttavia, ebbe un ruolo fondamentale della difesa antinave sovietica. Infatti, questa fu a lungo basata essenzialmente sull'SS-N-7 e sull'SS-N-9 Siren.